# Данча Іван Іванович
Іван Іванович Данча  (16 квітня 1994, Яструбичі, Україна) — український боксер-аматор. Чемпіон України з боксу (2015) у першій напівсередній вазі. Майстер спорту України. Входив у список спортсменів Львівської області — кандидатів до участі в Іграх ХХХІ Олімпіади 2016 року Ріо-де-Жанейро (Бразилія) Учень школи вищої спортивної майстерності (або скорочено — ШВСМ). Ліцензований тренер, «1 зірка IBA» 2022.

## Життєпис
Народився 16 квітня у селі Яструбичі, Львівської області.
У 2005 році, в 11 років, вперше відвідав боксерський зал, ДЮСШ «Шахтар», Червоноград перші тренери: Заслужений тренер України Хомяк Іван Павлович, Майстер спорту Антіпов Віктор Сергійович, Майстер спорту Макогін Степан Андрійович.
Під час навчання в ШВСМ і ЛДУФК познайомився та тренувався з такими відомими львівськими боксерами : МСУ Куротчин Назар та МСМК Довгун Олег Тренували у Львові ЗТУ Семенишин Роман, Шан Василь.

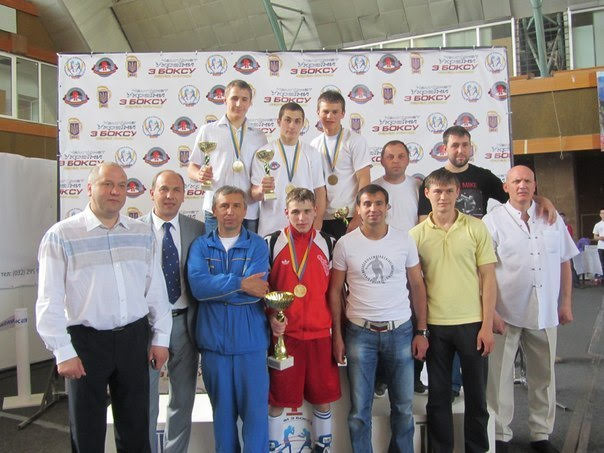
Чемпіонат України з боксу серед молоді 2012 (місто Львів): Іван Данча (1-місце), тренери: ЗТУ Хомяк Іван Павлович, МС Антіпов Віктор Сергійович, МС Макогін Степан Андрійович.

Закінчив Львівський державний університет фізичної культури.
Брав участь в забігах гонка Нації «Race Nation», Буковель 2017 Забіг «STANDARD» SNOW RACE. Київ 2017 «STANDARD». Львів 2018 «STANDARD». Забіг за тверезу націю 2018 рік, на 30 км Львів-Зимна Вода-Рудне-Львів; Забіг за тверезу націю 2019 Лисиничі-Винники-Львів. 10-й ювілейний забіг за тверезу націю 2020 Пробіг-дуатлон на 21 кілометр Львів-Зашків до 129-річниці з Дня Народження Євгена Коновальця.
Брав участь у зйомках фільму «Король Данило» 16 квітня 2018 року , Ділиться враженнями Іван Данча, — «Атмосфера старого міста, одяг, атрибутика відтворювали середньовічні часи. Але результат в такій діяльності досягається тяжкою працею. Дуже радий, що мав можливість стати частиною дійства, вдячний всій команді за емоції та цікавий досвід»
У 2019 році виражаючи протест рішенню суддів на першому міжнародному турнірі з боксу «I Międzynarodowego Turnieju 'Devil Energy Drink Boxing CUP' Karpacz» в фінальному поєдинку проти Piotr Tobolski, рішенням суддів 2:1, Іван Данча не зійшов з рингу, а залишився, ще на (1хв.30с), нагородую для нього стали аплодисменти залу. Після чого організатор турніру Bartosz Kamuda запросив спортсмена на середину рингу промовив до суддів і глядачів: « fair play» та вручив йому Хрустальний Кубок та нагороду за перше місце.
30.07.2021 дебют на вечорі боксу «UBP 1ST BOXING NIGHT-LVIV»  перший професійний поєдинок у ваговій категорії до 76 кг, 4 раунди: Іван Данча (Львів, дебют) vs Максим Бойков (Нововолинськ, дебют)

## Спортивні досягнення «Бокс»

### Регіональні аматорські Чемпіонати України
2019 - 5 - Чемпіонат України з боксу Маріуполь (до 69 кг)
2018 - 5 - Чемпіонат України з боксу Харків (до 69 кг)
2017   Бронзовий призер України Львів (до 64 кг)
2016   Бронзовий призер України Харків (до 64 кг)
2015   Чемпіон України Вінниця (до 64 кг)
2014   Срібний призер України до 22 років Вінниця (до 64 кг)
2013 - 5 - Чемпіонат України з боксу Іва́но-Франкі́вськ (до 64 кг)
2012   Чемпіон України серед молоді Львів (до 64 кг)
2011   Чемпіон України серед молоді Бердянськ (до 60 кг)
2011 - 5 -Чемпіон України серед юнаків Кіровоград (до 56 кг)
2008   Чемпіон України з боксу серед юнаків 1994-95 Керч (до 41.5 кг)
2008   Бронзовий призер України з боксу Харків серед юнаків у вазі (до 38.5 кг)

### Регіональні аматорські Кубки України
2017   Бронзовий призер Кубка України з боксу Маріуполь у вазі (до 69 кг)
2015   Срібний призер Кубка України з боксу Миколаїв у вазі (до 64 кг)
2014   Бронзовий призер Кубка України з боксу Кривий Ріг у вазі (до 64 кг)
2012   Бронзовий призер всеукраїнського турніру найсильніших боксерів серед молоді Харків (до 60 кг)

### Регіональні аматорські Чемпіонати Львівської області
2019  Срібний призер у вазі (до 69 кг);
2018  Чемпіон у вазі (до 69 кг);
2017  Чемпіон у вазі (до 69 кг);
2016  Чемпіон у вазі (до 69 кг);
2015  Чемпіон у вазі (до 69 кг);
2014  Чемпіон у вазі (до 64 кг);
2013  Чемпіон у вазі (до 64 кг);
2012  Чемпіон у вазі (до 60 кг);
2011  Чемпіон у вазі (до 60 кг);
2010  Чемпіон у вазі (до 52 кг);
2009  Бронзовий призер у вазі (до 46 кг);
2008  Чемпіон у вазі (до 39 кг);
2007  Чемпіон у вазі (до 36 кг);
2006  Срібний призер у вазі (до 33 кг);

### Міжнародні аматорські
2019  INTERNATIONAL TOURNAMENT «LVIV BOXING CUP» class «А» among Elite Men у вазі (до 69 кг)
2019  I Międzynarodowego Turnieju 'Devil Energy Drink Boxing CUP' Karpacz
2018  STRANDJA 2018 class «A» у вазі (до 64 кг)
2018  LVIV BOXING CUP 2018 у вазі (до 69 кг)
2017  memory of N. Manger Kherson class «A» у вазі (до 69 кг)
2017Нічия́ XII Międzynarodowy Turniej Bokserski im. Roberta Kopytka ZDJĘCIA Jaworzno (до 75 кг) Mateusz Kostecki vs Dancha Ivan
2016  Кубок Львова з боксу серед чоловіків, присвячений 100-річчю з дня народження Заслуженого тренера України Валентина Старчака (до 64 кг)
2016  VIII edycji Międzynarodowego Grand Prix Małopolski NOWY SĄCZ (до 69 кг)
2016  Międzynarodowego Grand Prix Małopolski Czchów (до 69 кг)
2016  GOLDEN BELT Iasi Romania class «A» у вазі (до 69 кг)
2015  GRAND PRIX ÚSTÍ NAD LABEM Czech Republic (до 64 кг)
2014  «Золоті рукавички» Сербія у вазі (до 64 кг)
2012  VІІІ міжнародний турніру з боксу серед молоді пам'яті МС Петра Мицика, Івано-Франківськ
2012  26-й раз пройшов міжнародний турнір з боксу пам'яті Валерія Арсенова (до 60 кг)
2012 - 7th place - Klichko Brothers Youth Tournament Berdichev 64KG
2011  15-й Міжнародний турнір серед молоді пам'яті заслуженого тренера України Андреєва

## Перемоги над відомими та титулованими спортсменами
Берінчик Денис  Срібний призер Олімпійських ігор 2012, срібний призер чемпіонату світу 2011, дворазовий чемпіон України 2013, 2014. ЗМС України - Кубок України 2015 Миколаїв. Головащенко Тарас У часник [Архівовано 10 жовтня 2021 у Wayback Machine.] World Series Boxing «WSB» Українські отамани 2015, чемпіон України 2014) - Всеукраїнський турнір з боксу Кривий Ріг 2019 3 день. Кісліцин В'ячеслав Майстер спорту України міжнародного класу учасник WSB Українські Отамани, чемпіон України з боксу 2012-Кубок України з боксу 2014. Оганесян Мгер Чемпіон світу з боксу серед студентів Чемпіон України 2016 2017 МСМК, World Series Boxing WSB Українські отамани 2013-2014 до 64кг Чемпіонат України Вінниця 2015. Пісоцький Денис МСМК срібний призер молодіжного чемпіонату Європи 2014 - Lviv Boxing Cup 2018JOHNSON Delante USA Чемпіон 2016 AIBA Youth World Boxing Championships - STRANDJA 2018 class «A». MADOYAN Gurgen Учасник European Games is continuing in Minsk 2019 - INTERNATIONAL TOURNAMENT «LVIV BOXING CUP» class «А» among Elite Men 2019.

## Спортивні лекції

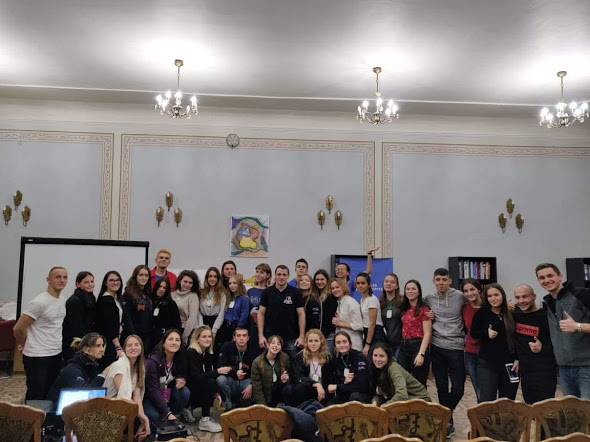
Фото з лекції на HEALTHday, учні Української Академії лідерства та лектор Іван Данча

Був запрошений учнями Української Академії Лідерства УАЛ Львів, 30 листопада 2019 року, на «HEALTHday» як лектор з боксу — Іван Данча, Який же шлях до успіху в професійному спорті та до всеукраїнського визнання? Чим ти ризикуєш нехтуючи піклуванням про своє здоров'я? Невже для того, щоб загартовувати своє тіло, потрібні нереальні зусилля?.

Першого червня 2021 року Іван Данча та Назар Куротчин разом відвідали захід OlympicLab за модулем «Чат з чемпіонами та навички лідерства». Спортсмени провели для дітей майстер-клас із боксу, показали різні важливі прийоми у цьому виді спорту, розказали про особливості, якими характерний бокс. Також вручили кожному учаснику подарунки від Відділення НОК України у Львівській області і Бібліотеки-філіалу № 10 ЦБС для дітей міста Львова.